# Leonardo Cruz
Leonardo Cruz est un boxeur dominicain né le 17 janvier 1953 à Santiago de los Caballeros.

## Carrière
Passé professionnel en 1971, il devient champion du monde des super-coqs WBA le 12 juin 1982 après sa victoire aux points contre Sergio Victor Palma. Cruz perd son titre lors de sa 3e défense face à Loris Stecca le 22 février 1984. Il met un terme à sa carrière en 1989 sur un bilan de 41 victoires, 8 défaites et 2 matchs nuls.

## Référence
1. ↑  (en) 1982-06-12 Leonardo Cruz w pts 15 Sergio Palma, Convention Centre, Miami, Florida, USA - WBA (boxrec.com)